# Allacciare le cinture di sicurezza
Allacciare le cinture di sicurezza è uno spettacolo teatrale del 1987 (debutto al teatro Bonci di Cesena) scritto, diretto e interpretato dai componenti del celebre Trio: Massimo Lopez, Anna Marchesini e Tullio Solenghi. Questo spettacolo non ha una trama compiuta, ma è piuttosto un insieme di parodie finalizzate a divertire gli spettatori e a lasciarli spiazzati. Infatti alla fine del primo atto la trama in corso viene abbandonata.
Lo spettacolo, ripreso dalla Rai al Teatro Sistina di Roma andò in onda su RaiUno nel maggio 1989

## Primo atto
Lo spettacolo inizia con quella che sembra una scena tragica (con fini e sapienti citazioni da “Lucrezia Borgia scherzo comico in atto unico ” di Benedetto Prado e “La Donna Serpente” di Carlo Gozzi) che poi si rivela essere una farsa. Il sipario si chiude e lo spettacolo ricomincia, come se niente fosse successo. In realtà come citato nel libro Uno e Trino di Tullio Solenghi, lo spettacolo si apre con una scena tragica, tratta delle tragedie di Vittorio Alfieri.
Claudine (Marchesini) tradisce il marito, barone di Chadeau (Solenghi), con Marcel (Lopez). Claudine rivela all'amante che il marito, avendo letto su "Il Messaggero" che è in vendita il giardino dei ciliegi, vuole andare via da Parigi e trasferirsi a Mosca, e Marcel si oppone al trasferimento.
Il barone torna a casa e trova la moglie con l'amante, ma i due gli fanno credere che sia presente anche Jasmine, inesistente moglie di Marcel. Il barone di Chadeau crede di essere impazzito, mentre i due amanti continuano a prenderlo in giro, conversando amabilmente con Jasmine (in realtà parlano tra loro facendo delle pause, come se stesse parlando Jasmine) e invitando il barone di Chadeau a offrire da bere alla signora.
Il barone esce di scena per accompagnare l'invisibile Jasmine alla porta e i due amanti ne approfittano per scambiarsi effusioni. Quando il marito rientra, inizia una parodia di Otello, che si conclude con la morte di Marcel.
I due coniugi progettano di andare a vivere a Mosca, acquistando all'asta il Giardino dei Ciliegi.
L'ambientazione si sposta al Giardino dei Ciliegi, dove Ljuba (Marchesini) e il fratello Leonid (Solenghi), incline al suicidio, vivono insieme al servitore Firs, interpretato da Lopez come parodia di Sandro Pertini. 
Ljuba non vuole vendere il giardino, ed è appoggiata da un uomo, Mimmo (Lopez), innamorato di lei. 
Si presenta come acquirente Gina Lollobrigida (Marchesini), che in cambio di un paio di jeans e di una giacca da Rambo convince Leonid a venderle il giardino.
I tre attori ricevono una telefonata di Anton Čechov, indignato perché stanno stravolgendo il suo lavoro, Il giardino dei ciliegi. Si presenta quindi il problema di trovare un autore per andare avanti con lo spettacolo. Si propone un'Agatha Christie (Marchesini) che parla e gesticola come Wanna Marchi e propone a Lopez e Solenghi un giallo ambientato a Londra. Il primo tempo si conclude con un tango tra i tre.

## Secondo atto
L'ambientazione è spostata a Londra, dove Edward Smith (Solenghi) vive con la moglie Elizabeth (Marchesini) e il maggiordomo gobbo (Lopez). Edward vive da anni dentro un'armatura, perché soffre di manie di persecuzione: ha paura di essere ammazzato. Quando finalmente si risolve a togliere l'armatura, viene ucciso da un misterioso killer.
La moglie entra nella stanza e trova il marito agonizzante, ma, non vedendo il pugnale che lui ha nella schiena, crede che voglia ballare. Si accorge del delitto quando ormai il marito è morto. Intervengono una serie di strani personaggi: il commissario (Lopez), che viene interrogato sull'omicidio dalla vedova Smith come se fosse a scuola, la famiglia reale inglese, che si reca controvoglia al funerale di Edward (la Regina Madre, interpretata dalla Marchesini, parla dialetto umbro, mentre Elisabetta II e il principe Filippo parlano come Stanlio e Ollio), papa Giovanni Paolo II, interpretato da Lopez, che recita un'insolita preghiera funebre per Edward.
Inizia il processo per l'omicidio. Il giudice (Solenghi) e l'avvocato Mason (Lopez) chiamano come prima testimone la vedova. Nasce un flirt tra il giudice e la vedova. 
La seconda testimone è la signorina Carlo, il più famoso personaggio di Anna Marchesini, che è la vicina di casa dei coniugi Smith. La signorina Carlo ha visto l'assassino: è il maggiordomo gobbo, che in realtà non è gobbo.
Lo spettacolo si conclude con una canzone cantata e ballata dal giudice, dal maggiordomo e dalla signorina Carlo e con una premiazione simile a quella degli Oscar, che vede i tre attori parlare in un finto inglese e venire tradotti dalle loro stesse voci.